# Thomas Blackburn
Pour les articles homonymes, voir Blackburn (homonymie).
Cet article possède un paronyme, voir Thomas W. Blackburn.
Le révérend Thomas Blackburn est un entomologiste australien d’origine britannique, né le 16 mars 1844 à Liverpool et mort le 28 mai 1912 à Woodville près d'Adélaïde.
Ce pasteur de l’Église d’Angleterre vient en Australie en 1882 et prend en charge l’église Saint-Thomas de Port Lincoln. Il décrit 3 069 espèces de coléoptères. La plupart de ces types sont conservés au British Museum.

## Source
- Anthony Musgrave (1932). Bibliography of Australian Entomology, 1775-1930, with biographical notes on authors and collectors, Royal Zoological Society of New South Wales (Sydney) : viii + 380.